# Костёл Святых Петра и Павла (Краков)
 Памятник культуры (регистрационный номер А-4 от  30 января 1973 года)

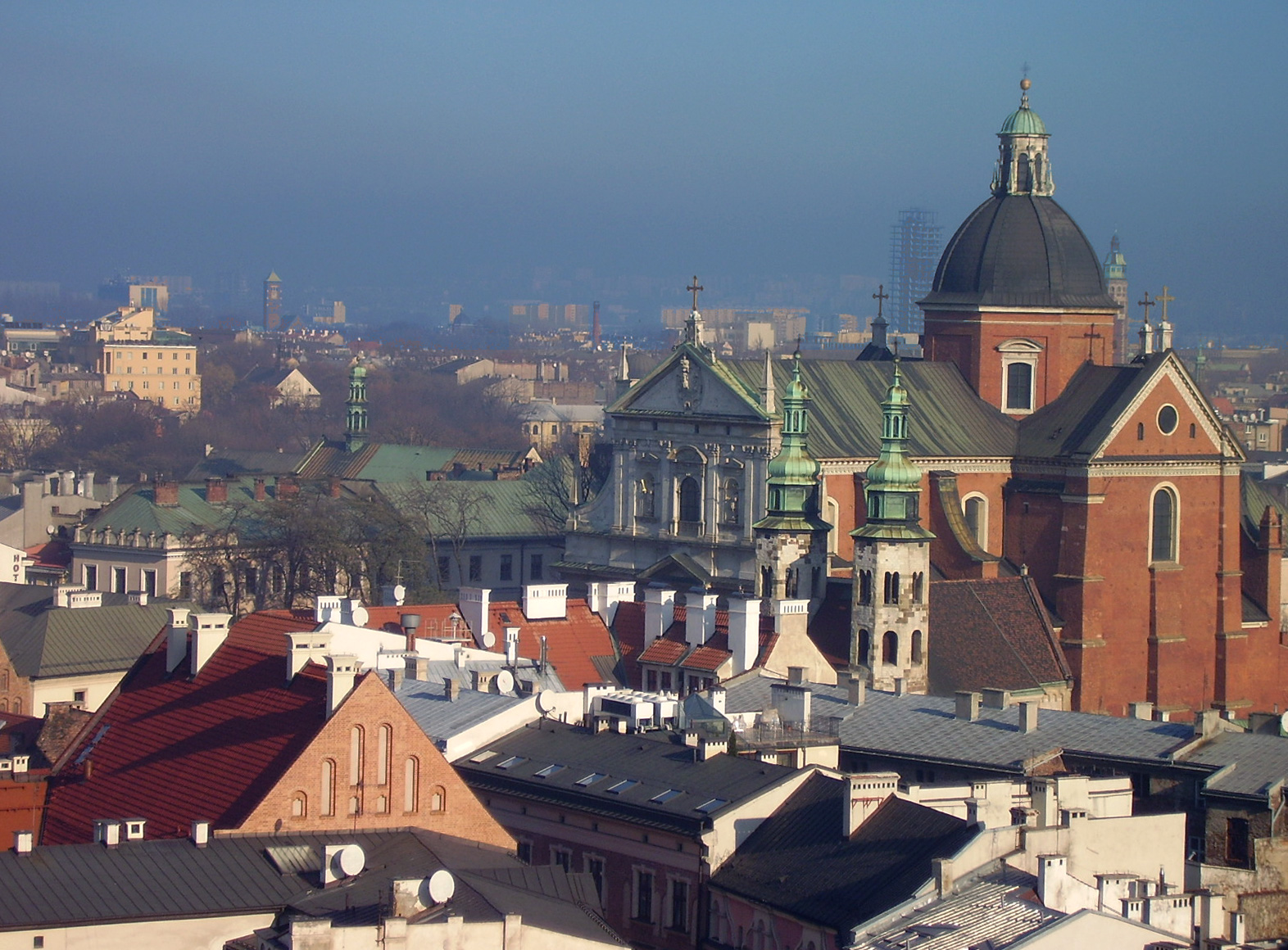
Здание храма

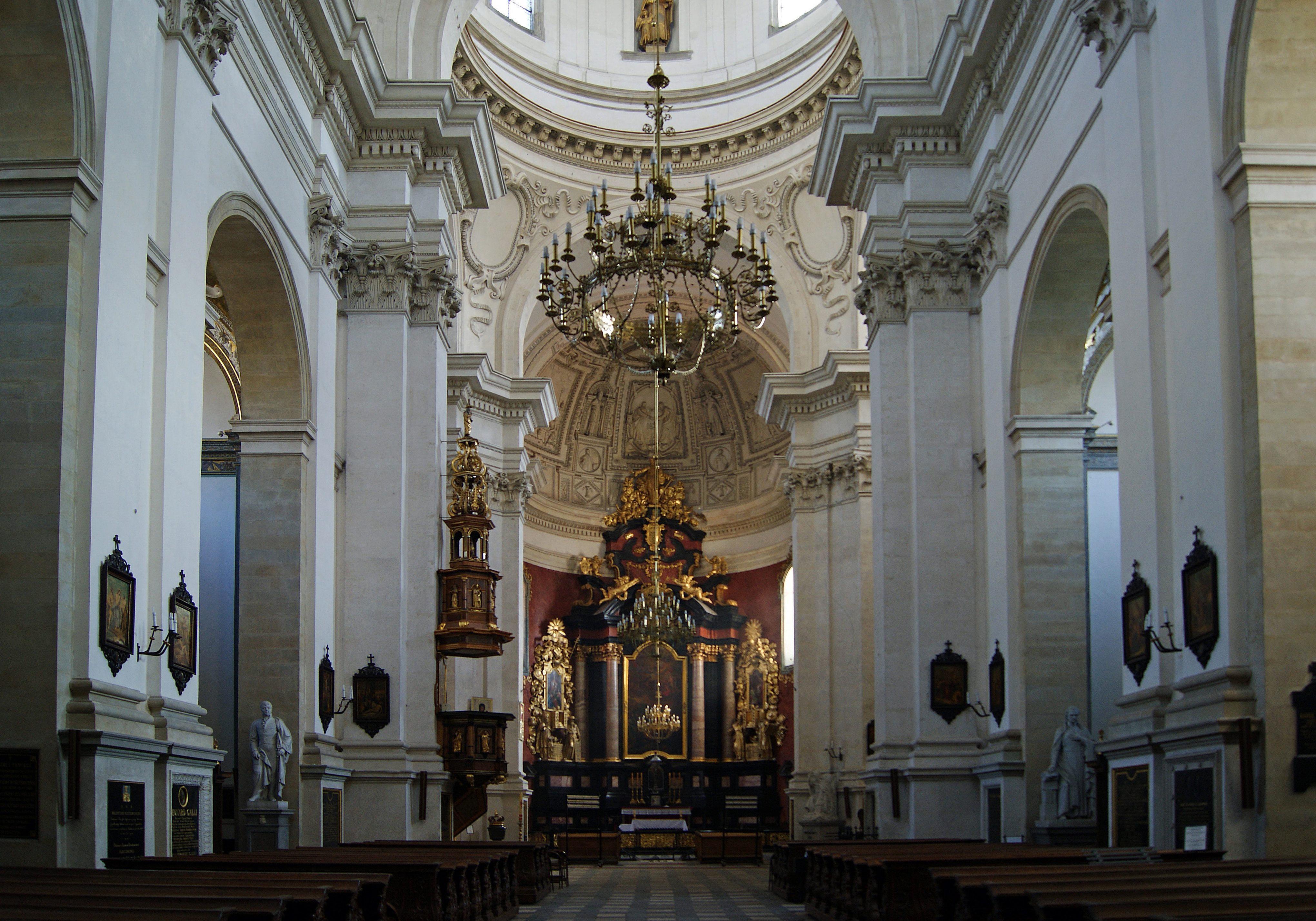
Интерьер костёла

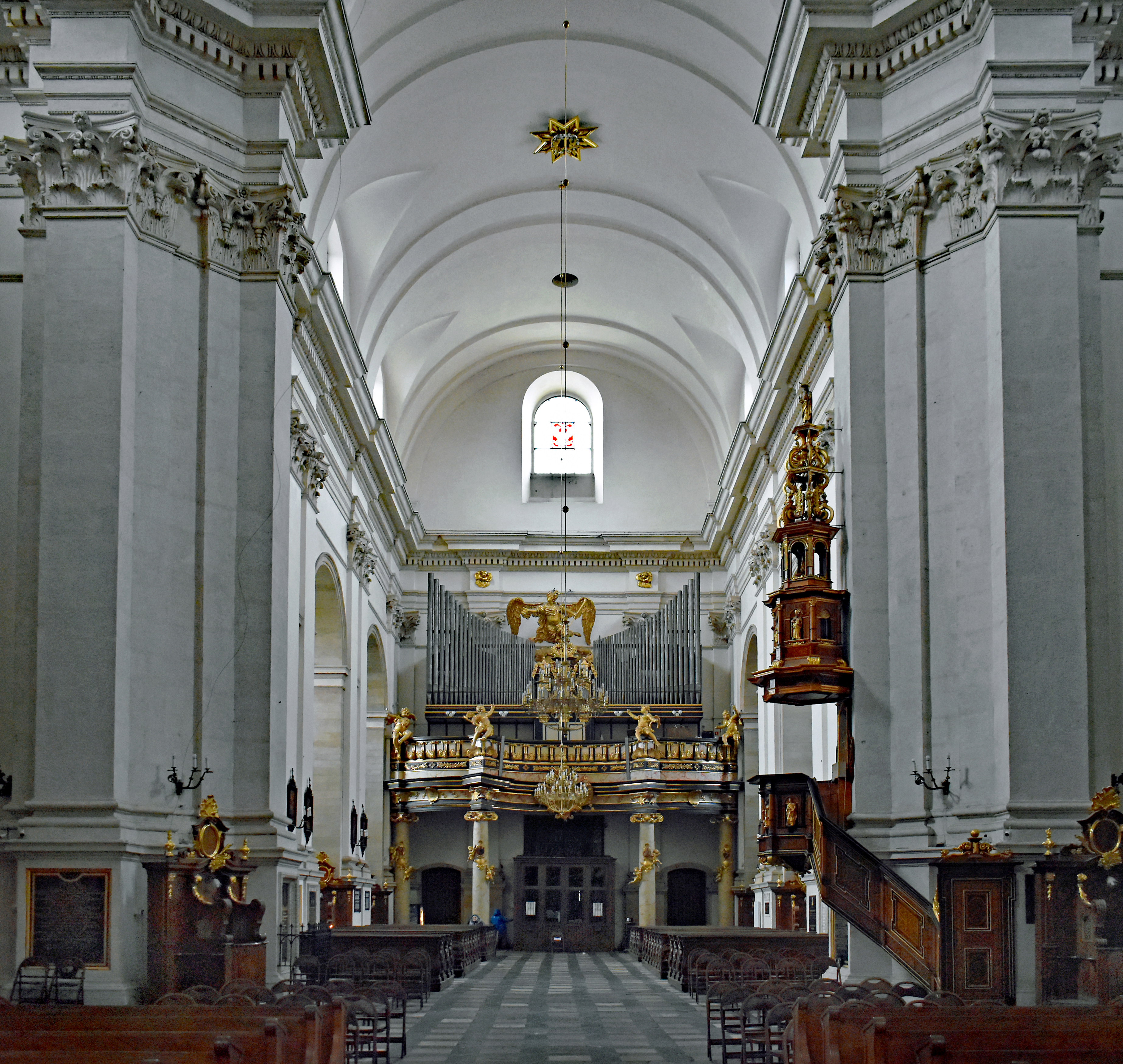
Клирос, орган, кафедра

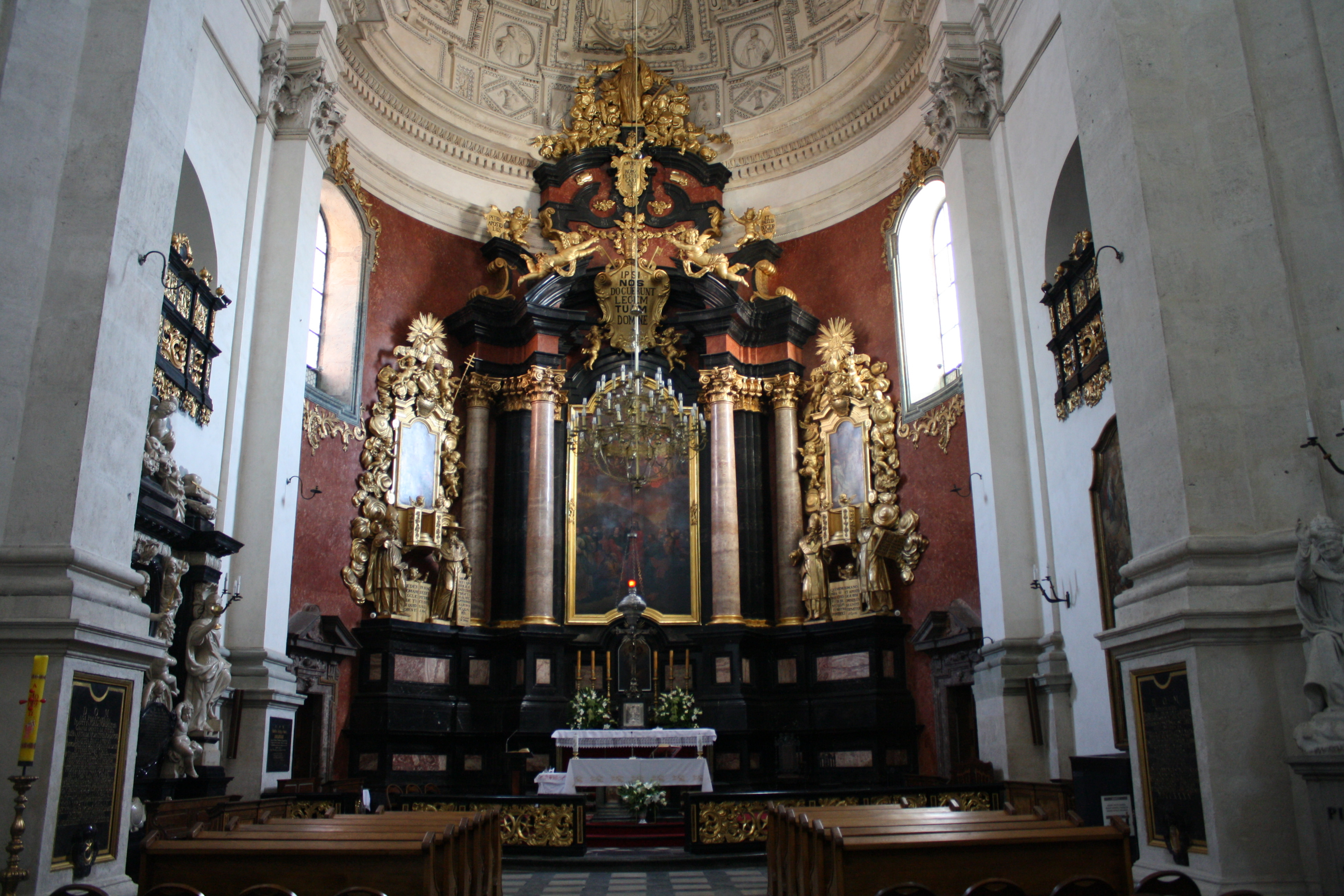
Главный алтарь

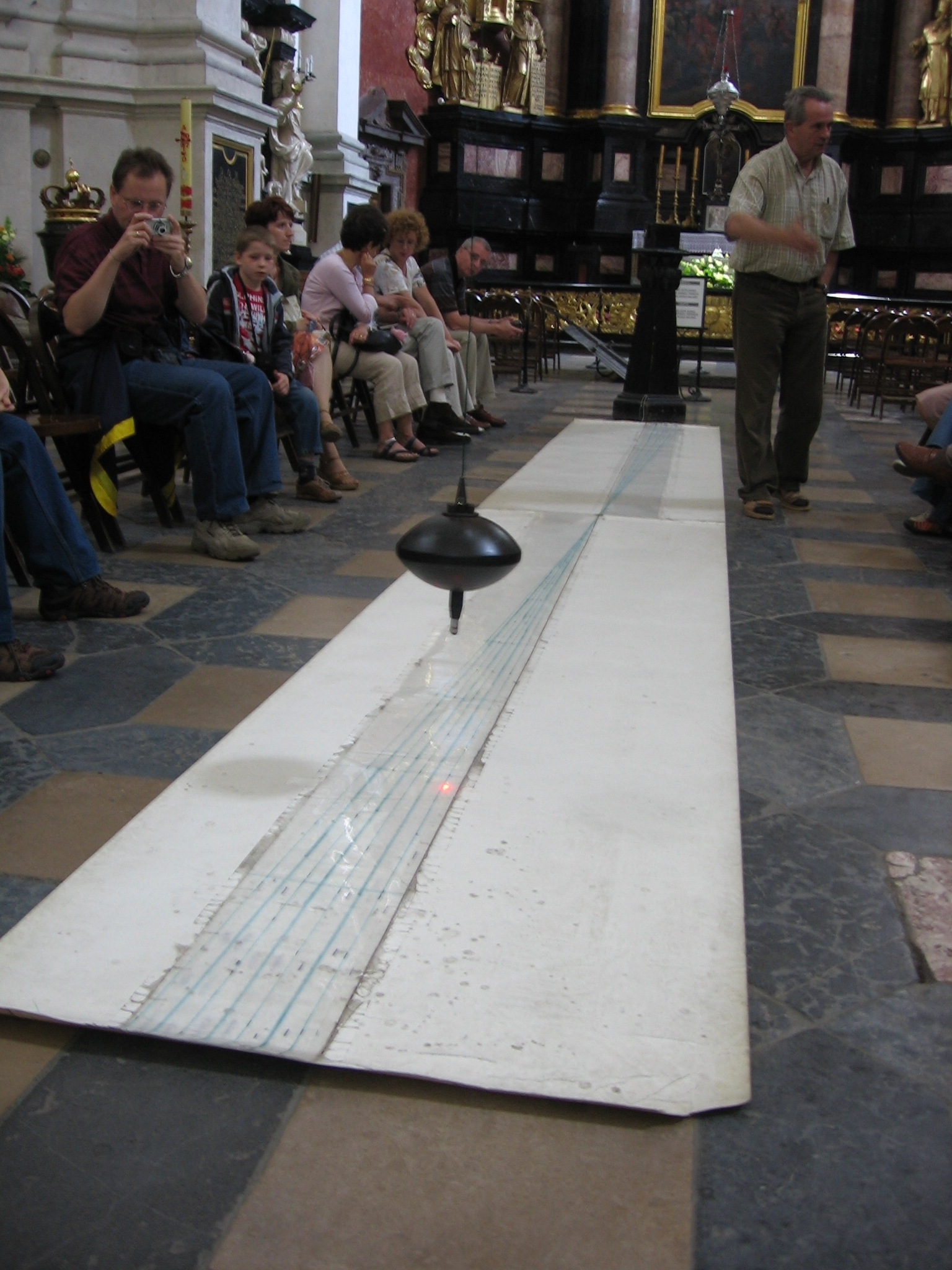
Показ маятника Фуко

Костёл Святых Петра и Павла (пол. Kościół Świętych Apostołów Piotra i Pawła — католический храм, архитектурный памятник, находящийся в Кракове на улице Гродской, 52а.
Расположен на восточной стороне площади св. Марии Магдалины, рядом с костёлом св. Андрея. С 1830 года входит в состав краковского прихода Всех Святых.

## История
Это первое сооружение архитектурного стиля барокко в Кракове. Храм был учреждён Сигизмундом III для ордена иезуитов. План храма скорее всего был спроектирован итальянским архитектором Джованни де Росси (итал. Giovanni de Rossi) и реализован до 1597 года — сначала
Джузеппе или Джозеф Брицио, потом — Джованни Бернардони, который внёс некоторые изменения. Окончательный вид храму придал в 1605—1619 годах Джованни Тревано, являющийся автором проектов фасада, купола и украшения интерьера.
Торжественное освящение храма было совершено 8 июля 1635 года. После расформирования ордена Иезуитов в 1773 г. костёл и коллегия перешли в распоряжении Эдукационной комиссии, которая передала сооружения краковскому университету и потом, в 1786 году — цистерцианскому ордену в деревне Могила под Краковом. В 1809—1815 годах костёл действовал в качестве православного храма. С 1830 года принадлежит приходу Всех Святых. После реставрации купола в 1822—1825 годах, проведённой на средства Вольного Города Кракова в храме действовал приход Всех Святых (торжества состоялись 8 августа 1830 года). С 1899 года проводилась комплексная консервация костёла под руководством архитектора Зыгмунта Хенделя (пол. Zygmunt Hendel). Производилась реставрация купола с фонарём (1899—1901, 1906—1907), фасада (1901—1907), крыши (1900, 1902—1908), интерьера храма (1907—1916), лестницы около ограждения.
Около 1890 года в приходе служил викарием святой Иосиф Бильчевский.

## Архитектура
Храм имеет широкий однонефный корпус с боковыми нефами в качестве часовни, трансепт с куполем на скрещении, а также прямоугольный (короткий) пресвитерий, который закрыт полукруглой апсидой.

### Фасад
Двухъярусный фасад из доломита напоминает фасад римской церкви Санта-Сузанна Карло Мадерны, но видны тоже некоторые сходства с фасадом главного храма иезуитов Иль-Джезу в Риму. В нишах размещены статуи иезуитских святых: Игнатия де Лойола, Франциска Ксаверия, Алоизия Гонзаги и Станислава Костки работы Давида Гээла. Над главным порталом находится герб ордена иезуитов, в верхнем ярусе — гербы святой Сигизмунд и святой Владислав. Фасад увенчивается гербом основателя храма короля Сигизмунда III (изображение орла со снопом на груди).
Ограждение площади со статуями апостолов было спроектировано Каспером Бажанка и выполнено в 1772 году Давидом Геелом из пиньчувского известняка. В настоящее время вместо сильно повреждённых из-за кислотных дождей оригиналов XVIII века стоят их современные копии (тоже из пиньчувского известняка), выполненные Казимиром Енчмыком (пол. Kazimierz Jęczmyk).

### Убранство интерьера
Стукковый декор, украшающий главным образом своды, является работой Джованни Баттиста Фалькони: в апсиде и пресвитере это сцены из жизни святых Петра и Павла, а также статуи покровителей Польши — св. Войцеха и св. Станислава. В боковых нефах декоративные мотивы становятся более свободными — появляются персонажи путтов, вплетённых в орнаментальные композиции и плафоны.
Предполагается, что позднебарочный главный алтарь 1735 года со скульптурами Антония Фронцкевича спроектирован Каспером Бажанкой. Икона в алтаре под названием «Вручение ключей святому Петру», написанная около 1820 года Иосифом Бродовским по образцу не сохранившейся картины XVIII века Шимона Чеховича.

### Пресвитерий
У северной стены находится надгробие епископа Анджея Тшебицкого конца XVII века, а у южной стены — икона Всех Святых работы Шимона Чеховича 1763 года, перенесённая из прежнего храма Всех Святых.

### Главный неф
- барочная кафедра;
- памятник Каетану Флоркевичу (пол. Kajetan Florkiewicz) работы Франтишка Выспянского;
- статуя Петра Скарги (автор: Томаш Сосновский[пол.], 1869) — перенесена из вавельского собора в начале XX века;
- памятник Римскому папе Пию IX (авторы: Валерий Гадомский[пол.] и Михал Корпал, после 1880);
- купель (1528) — перенесена из прежнего храма Всех Святых.

### Трансепт

#### Северная ветвь
- барочный алтарь с иконой, изображающей Божию Матерь и святых Анну и Иоакима;
- надгробие шляхетских родов Рогозинских (пол. Rohozińscy) и Михаловских (пол. Michałowscy) со статуей «Ecce Homo» (автор Марцели Гуйский[пол.]);

#### Южная ветвь
- алтарь св. Станислава Костки с картиной из I половины XVII века, изображающей святого;
- памятник семье Бартш (пол. Bartsch) 1827 года;
- статуя Маврикия Маврикия Понятовского (пол. Maurycy Poniatowski) (автор Виктор Бродзкий (пол. Wiktor Brodzki));
- статуя Маврикия Дружбацкого (пол. Maurycy Drużbacki) (автор Антони Мадейский[пол.], 1912);
- эпитафия семье Браницких (пол. Braniccy) (по проекту Каспера Бажанки, 1720-27).

### Боковые нефы
Северный неф состоит из капелл Страсти Христовых, Лоретанской Богоматери, св. Игнатия де Лойола.
Южный неф состоит из капелл Тайной вечери, Архангела Михаила, Пресвятой Троицы.
В капелле Тайной вечери находится надгробие семьи Бжехффа (пол. Brzechffa) (по проекту Каспера Бажанки, 1716).
Освещение интерьера спроектировано так, чтобы способствовать театрализации и осуществления богослужения в стиле барокко: свет должен был сосредоточиваться на священнике, проводящим богослужение, боковые колонны, на которых покоится купол, должны были производить впечатление театральных кулис.
В 1698 году иезуиты основали в храме самый большой в тогдашней Польше музыкальный ансамбль. В нём пело 80 — 100 человек.

### Крипта
В подземелье храма находится крипта, в которой похоронены священник Пётр Скарга, епископ Анджей Тшебицкий и Витольд Шелига Белинский (пол. Witold Szeliga Bieliński).
С января 2006 года ведутся работы над созданием в подземелье Национального Пантеона w Krakowie

## Маятник Фуко
В храме повешен самый длинный в Польше маятник Фуко (46,5 м). Каждый четверг там происходят показы, во время которых с помощью маятника можно (косвенно) наблюдать за вращательным движением Земли вокруг оси.